# Charles Bent
Charles Michael Bent (Newbury, 27 novembre 1919 – 28 dicembre 2004) è stato un compositore di scacchi inglese.
Con una produzione di 848 studi, è stato il più prolifico dei compositori di scacchi britannici. Ottenne 72 riconoscimenti in concorsi internazionali, tra cui sette primi premi.
Dal 1975 fu redattore della rubrica studistica del British Chess Magazine e collaborò con molti articoli alla rivista specializzata «EG» diretta da John Roycroft.
Assieme a Timothy Whitworth, nel 1993 pubblicò The Best of Bent, una selezione dei suoi 288 migliori studi. La British Chess Federation gli assegnò il «President's Award» in riconoscimento dei suoi meriti nel campo della composizione.
Morì all'età di 85 anni a causa di un incidente stradale. Nel 2006/07 si tenne in suo onore il C. M. Bent Memorial Composing Tourney.

## Due studi di Charles Bent
Lo studio del diagramma a sinistra è un esempio del tema detto del "camino bloccato" (i pedoni neri impediscono al re la via d'uscita). Sulla rivista EG John Roycroft lo ha definito «un eccellente studio del nostro migliore compositore» . Lo studio del diagramma a destra realizza il tema del pendolo; il pedone in h2 è inarrestabile, ma il bianco ottiene la patta grazie ad artifici tattici e al movimento "a pendolo" di uno dei suoi pezzi.
|   | a | b | c | d | e | f | g | h |   |
| 8 | g8 donna del nero · d7 pedone del nero · e7 alfiere del bianco · f7 torre del bianco · g7 pedone del nero · d6 pedone del nero · d5 pedone del nero · f5 pedone del nero · h5 re del bianco · d4 pedone del nero · e4 re del nero · f4 pedone del nero · b3 cavallo del bianco · c2 pedone del bianco · e2 pedone del nero · d1 cavallo del bianco | g8 donna del nero · d7 pedone del nero · e7 alfiere del bianco · f7 torre del bianco · g7 pedone del nero · d6 pedone del nero · d5 pedone del nero · f5 pedone del nero · h5 re del bianco · d4 pedone del nero · e4 re del nero · f4 pedone del nero · b3 cavallo del bianco · c2 pedone del bianco · e2 pedone del nero · d1 cavallo del bianco | g8 donna del nero · d7 pedone del nero · e7 alfiere del bianco · f7 torre del bianco · g7 pedone del nero · d6 pedone del nero · d5 pedone del nero · f5 pedone del nero · h5 re del bianco · d4 pedone del nero · e4 re del nero · f4 pedone del nero · b3 cavallo del bianco · c2 pedone del bianco · e2 pedone del nero · d1 cavallo del bianco | g8 donna del nero · d7 pedone del nero · e7 alfiere del bianco · f7 torre del bianco · g7 pedone del nero · d6 pedone del nero · d5 pedone del nero · f5 pedone del nero · h5 re del bianco · d4 pedone del nero · e4 re del nero · f4 pedone del nero · b3 cavallo del bianco · c2 pedone del bianco · e2 pedone del nero · d1 cavallo del bianco | g8 donna del nero · d7 pedone del nero · e7 alfiere del bianco · f7 torre del bianco · g7 pedone del nero · d6 pedone del nero · d5 pedone del nero · f5 pedone del nero · h5 re del bianco · d4 pedone del nero · e4 re del nero · f4 pedone del nero · b3 cavallo del bianco · c2 pedone del bianco · e2 pedone del nero · d1 cavallo del bianco | g8 donna del nero · d7 pedone del nero · e7 alfiere del bianco · f7 torre del bianco · g7 pedone del nero · d6 pedone del nero · d5 pedone del nero · f5 pedone del nero · h5 re del bianco · d4 pedone del nero · e4 re del nero · f4 pedone del nero · b3 cavallo del bianco · c2 pedone del bianco · e2 pedone del nero · d1 cavallo del bianco | g8 donna del nero · d7 pedone del nero · e7 alfiere del bianco · f7 torre del bianco · g7 pedone del nero · d6 pedone del nero · d5 pedone del nero · f5 pedone del nero · h5 re del bianco · d4 pedone del nero · e4 re del nero · f4 pedone del nero · b3 cavallo del bianco · c2 pedone del bianco · e2 pedone del nero · d1 cavallo del bianco | g8 donna del nero · d7 pedone del nero · e7 alfiere del bianco · f7 torre del bianco · g7 pedone del nero · d6 pedone del nero · d5 pedone del nero · f5 pedone del nero · h5 re del bianco · d4 pedone del nero · e4 re del nero · f4 pedone del nero · b3 cavallo del bianco · c2 pedone del bianco · e2 pedone del nero · d1 cavallo del bianco | 8 |
| 7 | g8 donna del nero · d7 pedone del nero · e7 alfiere del bianco · f7 torre del bianco · g7 pedone del nero · d6 pedone del nero · d5 pedone del nero · f5 pedone del nero · h5 re del bianco · d4 pedone del nero · e4 re del nero · f4 pedone del nero · b3 cavallo del bianco · c2 pedone del bianco · e2 pedone del nero · d1 cavallo del bianco | g8 donna del nero · d7 pedone del nero · e7 alfiere del bianco · f7 torre del bianco · g7 pedone del nero · d6 pedone del nero · d5 pedone del nero · f5 pedone del nero · h5 re del bianco · d4 pedone del nero · e4 re del nero · f4 pedone del nero · b3 cavallo del bianco · c2 pedone del bianco · e2 pedone del nero · d1 cavallo del bianco | g8 donna del nero · d7 pedone del nero · e7 alfiere del bianco · f7 torre del bianco · g7 pedone del nero · d6 pedone del nero · d5 pedone del nero · f5 pedone del nero · h5 re del bianco · d4 pedone del nero · e4 re del nero · f4 pedone del nero · b3 cavallo del bianco · c2 pedone del bianco · e2 pedone del nero · d1 cavallo del bianco | g8 donna del nero · d7 pedone del nero · e7 alfiere del bianco · f7 torre del bianco · g7 pedone del nero · d6 pedone del nero · d5 pedone del nero · f5 pedone del nero · h5 re del bianco · d4 pedone del nero · e4 re del nero · f4 pedone del nero · b3 cavallo del bianco · c2 pedone del bianco · e2 pedone del nero · d1 cavallo del bianco | g8 donna del nero · d7 pedone del nero · e7 alfiere del bianco · f7 torre del bianco · g7 pedone del nero · d6 pedone del nero · d5 pedone del nero · f5 pedone del nero · h5 re del bianco · d4 pedone del nero · e4 re del nero · f4 pedone del nero · b3 cavallo del bianco · c2 pedone del bianco · e2 pedone del nero · d1 cavallo del bianco | g8 donna del nero · d7 pedone del nero · e7 alfiere del bianco · f7 torre del bianco · g7 pedone del nero · d6 pedone del nero · d5 pedone del nero · f5 pedone del nero · h5 re del bianco · d4 pedone del nero · e4 re del nero · f4 pedone del nero · b3 cavallo del bianco · c2 pedone del bianco · e2 pedone del nero · d1 cavallo del bianco | g8 donna del nero · d7 pedone del nero · e7 alfiere del bianco · f7 torre del bianco · g7 pedone del nero · d6 pedone del nero · d5 pedone del nero · f5 pedone del nero · h5 re del bianco · d4 pedone del nero · e4 re del nero · f4 pedone del nero · b3 cavallo del bianco · c2 pedone del bianco · e2 pedone del nero · d1 cavallo del bianco | g8 donna del nero · d7 pedone del nero · e7 alfiere del bianco · f7 torre del bianco · g7 pedone del nero · d6 pedone del nero · d5 pedone del nero · f5 pedone del nero · h5 re del bianco · d4 pedone del nero · e4 re del nero · f4 pedone del nero · b3 cavallo del bianco · c2 pedone del bianco · e2 pedone del nero · d1 cavallo del bianco | 7 |
| 6 | g8 donna del nero · d7 pedone del nero · e7 alfiere del bianco · f7 torre del bianco · g7 pedone del nero · d6 pedone del nero · d5 pedone del nero · f5 pedone del nero · h5 re del bianco · d4 pedone del nero · e4 re del nero · f4 pedone del nero · b3 cavallo del bianco · c2 pedone del bianco · e2 pedone del nero · d1 cavallo del bianco | g8 donna del nero · d7 pedone del nero · e7 alfiere del bianco · f7 torre del bianco · g7 pedone del nero · d6 pedone del nero · d5 pedone del nero · f5 pedone del nero · h5 re del bianco · d4 pedone del nero · e4 re del nero · f4 pedone del nero · b3 cavallo del bianco · c2 pedone del bianco · e2 pedone del nero · d1 cavallo del bianco | g8 donna del nero · d7 pedone del nero · e7 alfiere del bianco · f7 torre del bianco · g7 pedone del nero · d6 pedone del nero · d5 pedone del nero · f5 pedone del nero · h5 re del bianco · d4 pedone del nero · e4 re del nero · f4 pedone del nero · b3 cavallo del bianco · c2 pedone del bianco · e2 pedone del nero · d1 cavallo del bianco | g8 donna del nero · d7 pedone del nero · e7 alfiere del bianco · f7 torre del bianco · g7 pedone del nero · d6 pedone del nero · d5 pedone del nero · f5 pedone del nero · h5 re del bianco · d4 pedone del nero · e4 re del nero · f4 pedone del nero · b3 cavallo del bianco · c2 pedone del bianco · e2 pedone del nero · d1 cavallo del bianco | g8 donna del nero · d7 pedone del nero · e7 alfiere del bianco · f7 torre del bianco · g7 pedone del nero · d6 pedone del nero · d5 pedone del nero · f5 pedone del nero · h5 re del bianco · d4 pedone del nero · e4 re del nero · f4 pedone del nero · b3 cavallo del bianco · c2 pedone del bianco · e2 pedone del nero · d1 cavallo del bianco | g8 donna del nero · d7 pedone del nero · e7 alfiere del bianco · f7 torre del bianco · g7 pedone del nero · d6 pedone del nero · d5 pedone del nero · f5 pedone del nero · h5 re del bianco · d4 pedone del nero · e4 re del nero · f4 pedone del nero · b3 cavallo del bianco · c2 pedone del bianco · e2 pedone del nero · d1 cavallo del bianco | g8 donna del nero · d7 pedone del nero · e7 alfiere del bianco · f7 torre del bianco · g7 pedone del nero · d6 pedone del nero · d5 pedone del nero · f5 pedone del nero · h5 re del bianco · d4 pedone del nero · e4 re del nero · f4 pedone del nero · b3 cavallo del bianco · c2 pedone del bianco · e2 pedone del nero · d1 cavallo del bianco | g8 donna del nero · d7 pedone del nero · e7 alfiere del bianco · f7 torre del bianco · g7 pedone del nero · d6 pedone del nero · d5 pedone del nero · f5 pedone del nero · h5 re del bianco · d4 pedone del nero · e4 re del nero · f4 pedone del nero · b3 cavallo del bianco · c2 pedone del bianco · e2 pedone del nero · d1 cavallo del bianco | 6 |
| 5 | g8 donna del nero · d7 pedone del nero · e7 alfiere del bianco · f7 torre del bianco · g7 pedone del nero · d6 pedone del nero · d5 pedone del nero · f5 pedone del nero · h5 re del bianco · d4 pedone del nero · e4 re del nero · f4 pedone del nero · b3 cavallo del bianco · c2 pedone del bianco · e2 pedone del nero · d1 cavallo del bianco | g8 donna del nero · d7 pedone del nero · e7 alfiere del bianco · f7 torre del bianco · g7 pedone del nero · d6 pedone del nero · d5 pedone del nero · f5 pedone del nero · h5 re del bianco · d4 pedone del nero · e4 re del nero · f4 pedone del nero · b3 cavallo del bianco · c2 pedone del bianco · e2 pedone del nero · d1 cavallo del bianco | g8 donna del nero · d7 pedone del nero · e7 alfiere del bianco · f7 torre del bianco · g7 pedone del nero · d6 pedone del nero · d5 pedone del nero · f5 pedone del nero · h5 re del bianco · d4 pedone del nero · e4 re del nero · f4 pedone del nero · b3 cavallo del bianco · c2 pedone del bianco · e2 pedone del nero · d1 cavallo del bianco | g8 donna del nero · d7 pedone del nero · e7 alfiere del bianco · f7 torre del bianco · g7 pedone del nero · d6 pedone del nero · d5 pedone del nero · f5 pedone del nero · h5 re del bianco · d4 pedone del nero · e4 re del nero · f4 pedone del nero · b3 cavallo del bianco · c2 pedone del bianco · e2 pedone del nero · d1 cavallo del bianco | g8 donna del nero · d7 pedone del nero · e7 alfiere del bianco · f7 torre del bianco · g7 pedone del nero · d6 pedone del nero · d5 pedone del nero · f5 pedone del nero · h5 re del bianco · d4 pedone del nero · e4 re del nero · f4 pedone del nero · b3 cavallo del bianco · c2 pedone del bianco · e2 pedone del nero · d1 cavallo del bianco | g8 donna del nero · d7 pedone del nero · e7 alfiere del bianco · f7 torre del bianco · g7 pedone del nero · d6 pedone del nero · d5 pedone del nero · f5 pedone del nero · h5 re del bianco · d4 pedone del nero · e4 re del nero · f4 pedone del nero · b3 cavallo del bianco · c2 pedone del bianco · e2 pedone del nero · d1 cavallo del bianco | g8 donna del nero · d7 pedone del nero · e7 alfiere del bianco · f7 torre del bianco · g7 pedone del nero · d6 pedone del nero · d5 pedone del nero · f5 pedone del nero · h5 re del bianco · d4 pedone del nero · e4 re del nero · f4 pedone del nero · b3 cavallo del bianco · c2 pedone del bianco · e2 pedone del nero · d1 cavallo del bianco | g8 donna del nero · d7 pedone del nero · e7 alfiere del bianco · f7 torre del bianco · g7 pedone del nero · d6 pedone del nero · d5 pedone del nero · f5 pedone del nero · h5 re del bianco · d4 pedone del nero · e4 re del nero · f4 pedone del nero · b3 cavallo del bianco · c2 pedone del bianco · e2 pedone del nero · d1 cavallo del bianco | 5 |
| 4 | g8 donna del nero · d7 pedone del nero · e7 alfiere del bianco · f7 torre del bianco · g7 pedone del nero · d6 pedone del nero · d5 pedone del nero · f5 pedone del nero · h5 re del bianco · d4 pedone del nero · e4 re del nero · f4 pedone del nero · b3 cavallo del bianco · c2 pedone del bianco · e2 pedone del nero · d1 cavallo del bianco | g8 donna del nero · d7 pedone del nero · e7 alfiere del bianco · f7 torre del bianco · g7 pedone del nero · d6 pedone del nero · d5 pedone del nero · f5 pedone del nero · h5 re del bianco · d4 pedone del nero · e4 re del nero · f4 pedone del nero · b3 cavallo del bianco · c2 pedone del bianco · e2 pedone del nero · d1 cavallo del bianco | g8 donna del nero · d7 pedone del nero · e7 alfiere del bianco · f7 torre del bianco · g7 pedone del nero · d6 pedone del nero · d5 pedone del nero · f5 pedone del nero · h5 re del bianco · d4 pedone del nero · e4 re del nero · f4 pedone del nero · b3 cavallo del bianco · c2 pedone del bianco · e2 pedone del nero · d1 cavallo del bianco | g8 donna del nero · d7 pedone del nero · e7 alfiere del bianco · f7 torre del bianco · g7 pedone del nero · d6 pedone del nero · d5 pedone del nero · f5 pedone del nero · h5 re del bianco · d4 pedone del nero · e4 re del nero · f4 pedone del nero · b3 cavallo del bianco · c2 pedone del bianco · e2 pedone del nero · d1 cavallo del bianco | g8 donna del nero · d7 pedone del nero · e7 alfiere del bianco · f7 torre del bianco · g7 pedone del nero · d6 pedone del nero · d5 pedone del nero · f5 pedone del nero · h5 re del bianco · d4 pedone del nero · e4 re del nero · f4 pedone del nero · b3 cavallo del bianco · c2 pedone del bianco · e2 pedone del nero · d1 cavallo del bianco | g8 donna del nero · d7 pedone del nero · e7 alfiere del bianco · f7 torre del bianco · g7 pedone del nero · d6 pedone del nero · d5 pedone del nero · f5 pedone del nero · h5 re del bianco · d4 pedone del nero · e4 re del nero · f4 pedone del nero · b3 cavallo del bianco · c2 pedone del bianco · e2 pedone del nero · d1 cavallo del bianco | g8 donna del nero · d7 pedone del nero · e7 alfiere del bianco · f7 torre del bianco · g7 pedone del nero · d6 pedone del nero · d5 pedone del nero · f5 pedone del nero · h5 re del bianco · d4 pedone del nero · e4 re del nero · f4 pedone del nero · b3 cavallo del bianco · c2 pedone del bianco · e2 pedone del nero · d1 cavallo del bianco | g8 donna del nero · d7 pedone del nero · e7 alfiere del bianco · f7 torre del bianco · g7 pedone del nero · d6 pedone del nero · d5 pedone del nero · f5 pedone del nero · h5 re del bianco · d4 pedone del nero · e4 re del nero · f4 pedone del nero · b3 cavallo del bianco · c2 pedone del bianco · e2 pedone del nero · d1 cavallo del bianco | 4 |
| 3 | g8 donna del nero · d7 pedone del nero · e7 alfiere del bianco · f7 torre del bianco · g7 pedone del nero · d6 pedone del nero · d5 pedone del nero · f5 pedone del nero · h5 re del bianco · d4 pedone del nero · e4 re del nero · f4 pedone del nero · b3 cavallo del bianco · c2 pedone del bianco · e2 pedone del nero · d1 cavallo del bianco | g8 donna del nero · d7 pedone del nero · e7 alfiere del bianco · f7 torre del bianco · g7 pedone del nero · d6 pedone del nero · d5 pedone del nero · f5 pedone del nero · h5 re del bianco · d4 pedone del nero · e4 re del nero · f4 pedone del nero · b3 cavallo del bianco · c2 pedone del bianco · e2 pedone del nero · d1 cavallo del bianco | g8 donna del nero · d7 pedone del nero · e7 alfiere del bianco · f7 torre del bianco · g7 pedone del nero · d6 pedone del nero · d5 pedone del nero · f5 pedone del nero · h5 re del bianco · d4 pedone del nero · e4 re del nero · f4 pedone del nero · b3 cavallo del bianco · c2 pedone del bianco · e2 pedone del nero · d1 cavallo del bianco | g8 donna del nero · d7 pedone del nero · e7 alfiere del bianco · f7 torre del bianco · g7 pedone del nero · d6 pedone del nero · d5 pedone del nero · f5 pedone del nero · h5 re del bianco · d4 pedone del nero · e4 re del nero · f4 pedone del nero · b3 cavallo del bianco · c2 pedone del bianco · e2 pedone del nero · d1 cavallo del bianco | g8 donna del nero · d7 pedone del nero · e7 alfiere del bianco · f7 torre del bianco · g7 pedone del nero · d6 pedone del nero · d5 pedone del nero · f5 pedone del nero · h5 re del bianco · d4 pedone del nero · e4 re del nero · f4 pedone del nero · b3 cavallo del bianco · c2 pedone del bianco · e2 pedone del nero · d1 cavallo del bianco | g8 donna del nero · d7 pedone del nero · e7 alfiere del bianco · f7 torre del bianco · g7 pedone del nero · d6 pedone del nero · d5 pedone del nero · f5 pedone del nero · h5 re del bianco · d4 pedone del nero · e4 re del nero · f4 pedone del nero · b3 cavallo del bianco · c2 pedone del bianco · e2 pedone del nero · d1 cavallo del bianco | g8 donna del nero · d7 pedone del nero · e7 alfiere del bianco · f7 torre del bianco · g7 pedone del nero · d6 pedone del nero · d5 pedone del nero · f5 pedone del nero · h5 re del bianco · d4 pedone del nero · e4 re del nero · f4 pedone del nero · b3 cavallo del bianco · c2 pedone del bianco · e2 pedone del nero · d1 cavallo del bianco | g8 donna del nero · d7 pedone del nero · e7 alfiere del bianco · f7 torre del bianco · g7 pedone del nero · d6 pedone del nero · d5 pedone del nero · f5 pedone del nero · h5 re del bianco · d4 pedone del nero · e4 re del nero · f4 pedone del nero · b3 cavallo del bianco · c2 pedone del bianco · e2 pedone del nero · d1 cavallo del bianco | 3 |
| 2 | g8 donna del nero · d7 pedone del nero · e7 alfiere del bianco · f7 torre del bianco · g7 pedone del nero · d6 pedone del nero · d5 pedone del nero · f5 pedone del nero · h5 re del bianco · d4 pedone del nero · e4 re del nero · f4 pedone del nero · b3 cavallo del bianco · c2 pedone del bianco · e2 pedone del nero · d1 cavallo del bianco | g8 donna del nero · d7 pedone del nero · e7 alfiere del bianco · f7 torre del bianco · g7 pedone del nero · d6 pedone del nero · d5 pedone del nero · f5 pedone del nero · h5 re del bianco · d4 pedone del nero · e4 re del nero · f4 pedone del nero · b3 cavallo del bianco · c2 pedone del bianco · e2 pedone del nero · d1 cavallo del bianco | g8 donna del nero · d7 pedone del nero · e7 alfiere del bianco · f7 torre del bianco · g7 pedone del nero · d6 pedone del nero · d5 pedone del nero · f5 pedone del nero · h5 re del bianco · d4 pedone del nero · e4 re del nero · f4 pedone del nero · b3 cavallo del bianco · c2 pedone del bianco · e2 pedone del nero · d1 cavallo del bianco | g8 donna del nero · d7 pedone del nero · e7 alfiere del bianco · f7 torre del bianco · g7 pedone del nero · d6 pedone del nero · d5 pedone del nero · f5 pedone del nero · h5 re del bianco · d4 pedone del nero · e4 re del nero · f4 pedone del nero · b3 cavallo del bianco · c2 pedone del bianco · e2 pedone del nero · d1 cavallo del bianco | g8 donna del nero · d7 pedone del nero · e7 alfiere del bianco · f7 torre del bianco · g7 pedone del nero · d6 pedone del nero · d5 pedone del nero · f5 pedone del nero · h5 re del bianco · d4 pedone del nero · e4 re del nero · f4 pedone del nero · b3 cavallo del bianco · c2 pedone del bianco · e2 pedone del nero · d1 cavallo del bianco | g8 donna del nero · d7 pedone del nero · e7 alfiere del bianco · f7 torre del bianco · g7 pedone del nero · d6 pedone del nero · d5 pedone del nero · f5 pedone del nero · h5 re del bianco · d4 pedone del nero · e4 re del nero · f4 pedone del nero · b3 cavallo del bianco · c2 pedone del bianco · e2 pedone del nero · d1 cavallo del bianco | g8 donna del nero · d7 pedone del nero · e7 alfiere del bianco · f7 torre del bianco · g7 pedone del nero · d6 pedone del nero · d5 pedone del nero · f5 pedone del nero · h5 re del bianco · d4 pedone del nero · e4 re del nero · f4 pedone del nero · b3 cavallo del bianco · c2 pedone del bianco · e2 pedone del nero · d1 cavallo del bianco | g8 donna del nero · d7 pedone del nero · e7 alfiere del bianco · f7 torre del bianco · g7 pedone del nero · d6 pedone del nero · d5 pedone del nero · f5 pedone del nero · h5 re del bianco · d4 pedone del nero · e4 re del nero · f4 pedone del nero · b3 cavallo del bianco · c2 pedone del bianco · e2 pedone del nero · d1 cavallo del bianco | 2 |
| 1 | g8 donna del nero · d7 pedone del nero · e7 alfiere del bianco · f7 torre del bianco · g7 pedone del nero · d6 pedone del nero · d5 pedone del nero · f5 pedone del nero · h5 re del bianco · d4 pedone del nero · e4 re del nero · f4 pedone del nero · b3 cavallo del bianco · c2 pedone del bianco · e2 pedone del nero · d1 cavallo del bianco | g8 donna del nero · d7 pedone del nero · e7 alfiere del bianco · f7 torre del bianco · g7 pedone del nero · d6 pedone del nero · d5 pedone del nero · f5 pedone del nero · h5 re del bianco · d4 pedone del nero · e4 re del nero · f4 pedone del nero · b3 cavallo del bianco · c2 pedone del bianco · e2 pedone del nero · d1 cavallo del bianco | g8 donna del nero · d7 pedone del nero · e7 alfiere del bianco · f7 torre del bianco · g7 pedone del nero · d6 pedone del nero · d5 pedone del nero · f5 pedone del nero · h5 re del bianco · d4 pedone del nero · e4 re del nero · f4 pedone del nero · b3 cavallo del bianco · c2 pedone del bianco · e2 pedone del nero · d1 cavallo del bianco | g8 donna del nero · d7 pedone del nero · e7 alfiere del bianco · f7 torre del bianco · g7 pedone del nero · d6 pedone del nero · d5 pedone del nero · f5 pedone del nero · h5 re del bianco · d4 pedone del nero · e4 re del nero · f4 pedone del nero · b3 cavallo del bianco · c2 pedone del bianco · e2 pedone del nero · d1 cavallo del bianco | g8 donna del nero · d7 pedone del nero · e7 alfiere del bianco · f7 torre del bianco · g7 pedone del nero · d6 pedone del nero · d5 pedone del nero · f5 pedone del nero · h5 re del bianco · d4 pedone del nero · e4 re del nero · f4 pedone del nero · b3 cavallo del bianco · c2 pedone del bianco · e2 pedone del nero · d1 cavallo del bianco | g8 donna del nero · d7 pedone del nero · e7 alfiere del bianco · f7 torre del bianco · g7 pedone del nero · d6 pedone del nero · d5 pedone del nero · f5 pedone del nero · h5 re del bianco · d4 pedone del nero · e4 re del nero · f4 pedone del nero · b3 cavallo del bianco · c2 pedone del bianco · e2 pedone del nero · d1 cavallo del bianco | g8 donna del nero · d7 pedone del nero · e7 alfiere del bianco · f7 torre del bianco · g7 pedone del nero · d6 pedone del nero · d5 pedone del nero · f5 pedone del nero · h5 re del bianco · d4 pedone del nero · e4 re del nero · f4 pedone del nero · b3 cavallo del bianco · c2 pedone del bianco · e2 pedone del nero · d1 cavallo del bianco | g8 donna del nero · d7 pedone del nero · e7 alfiere del bianco · f7 torre del bianco · g7 pedone del nero · d6 pedone del nero · d5 pedone del nero · f5 pedone del nero · h5 re del bianco · d4 pedone del nero · e4 re del nero · f4 pedone del nero · b3 cavallo del bianco · c2 pedone del bianco · e2 pedone del nero · d1 cavallo del bianco | 1 |
|   | a | b | c | d | e | f | g | h |   |

|   | a | b | c | d | e | f | g | h |   |
| 8 | c8 alfiere del nero · g8 cavallo del nero · a7 torre del bianco · b6 re del bianco · d5 pedone del nero · c4 re del nero · d4 cavallo del nero · f4 pedone del bianco · c3 cavallo del bianco · a2 pedone del nero · d2 alfiere del bianco · g2 pedone del bianco · h2 pedone del nero · d1 alfiere del bianco | c8 alfiere del nero · g8 cavallo del nero · a7 torre del bianco · b6 re del bianco · d5 pedone del nero · c4 re del nero · d4 cavallo del nero · f4 pedone del bianco · c3 cavallo del bianco · a2 pedone del nero · d2 alfiere del bianco · g2 pedone del bianco · h2 pedone del nero · d1 alfiere del bianco | c8 alfiere del nero · g8 cavallo del nero · a7 torre del bianco · b6 re del bianco · d5 pedone del nero · c4 re del nero · d4 cavallo del nero · f4 pedone del bianco · c3 cavallo del bianco · a2 pedone del nero · d2 alfiere del bianco · g2 pedone del bianco · h2 pedone del nero · d1 alfiere del bianco | c8 alfiere del nero · g8 cavallo del nero · a7 torre del bianco · b6 re del bianco · d5 pedone del nero · c4 re del nero · d4 cavallo del nero · f4 pedone del bianco · c3 cavallo del bianco · a2 pedone del nero · d2 alfiere del bianco · g2 pedone del bianco · h2 pedone del nero · d1 alfiere del bianco | c8 alfiere del nero · g8 cavallo del nero · a7 torre del bianco · b6 re del bianco · d5 pedone del nero · c4 re del nero · d4 cavallo del nero · f4 pedone del bianco · c3 cavallo del bianco · a2 pedone del nero · d2 alfiere del bianco · g2 pedone del bianco · h2 pedone del nero · d1 alfiere del bianco | c8 alfiere del nero · g8 cavallo del nero · a7 torre del bianco · b6 re del bianco · d5 pedone del nero · c4 re del nero · d4 cavallo del nero · f4 pedone del bianco · c3 cavallo del bianco · a2 pedone del nero · d2 alfiere del bianco · g2 pedone del bianco · h2 pedone del nero · d1 alfiere del bianco | c8 alfiere del nero · g8 cavallo del nero · a7 torre del bianco · b6 re del bianco · d5 pedone del nero · c4 re del nero · d4 cavallo del nero · f4 pedone del bianco · c3 cavallo del bianco · a2 pedone del nero · d2 alfiere del bianco · g2 pedone del bianco · h2 pedone del nero · d1 alfiere del bianco | c8 alfiere del nero · g8 cavallo del nero · a7 torre del bianco · b6 re del bianco · d5 pedone del nero · c4 re del nero · d4 cavallo del nero · f4 pedone del bianco · c3 cavallo del bianco · a2 pedone del nero · d2 alfiere del bianco · g2 pedone del bianco · h2 pedone del nero · d1 alfiere del bianco | 8 |
| 7 | c8 alfiere del nero · g8 cavallo del nero · a7 torre del bianco · b6 re del bianco · d5 pedone del nero · c4 re del nero · d4 cavallo del nero · f4 pedone del bianco · c3 cavallo del bianco · a2 pedone del nero · d2 alfiere del bianco · g2 pedone del bianco · h2 pedone del nero · d1 alfiere del bianco | c8 alfiere del nero · g8 cavallo del nero · a7 torre del bianco · b6 re del bianco · d5 pedone del nero · c4 re del nero · d4 cavallo del nero · f4 pedone del bianco · c3 cavallo del bianco · a2 pedone del nero · d2 alfiere del bianco · g2 pedone del bianco · h2 pedone del nero · d1 alfiere del bianco | c8 alfiere del nero · g8 cavallo del nero · a7 torre del bianco · b6 re del bianco · d5 pedone del nero · c4 re del nero · d4 cavallo del nero · f4 pedone del bianco · c3 cavallo del bianco · a2 pedone del nero · d2 alfiere del bianco · g2 pedone del bianco · h2 pedone del nero · d1 alfiere del bianco | c8 alfiere del nero · g8 cavallo del nero · a7 torre del bianco · b6 re del bianco · d5 pedone del nero · c4 re del nero · d4 cavallo del nero · f4 pedone del bianco · c3 cavallo del bianco · a2 pedone del nero · d2 alfiere del bianco · g2 pedone del bianco · h2 pedone del nero · d1 alfiere del bianco | c8 alfiere del nero · g8 cavallo del nero · a7 torre del bianco · b6 re del bianco · d5 pedone del nero · c4 re del nero · d4 cavallo del nero · f4 pedone del bianco · c3 cavallo del bianco · a2 pedone del nero · d2 alfiere del bianco · g2 pedone del bianco · h2 pedone del nero · d1 alfiere del bianco | c8 alfiere del nero · g8 cavallo del nero · a7 torre del bianco · b6 re del bianco · d5 pedone del nero · c4 re del nero · d4 cavallo del nero · f4 pedone del bianco · c3 cavallo del bianco · a2 pedone del nero · d2 alfiere del bianco · g2 pedone del bianco · h2 pedone del nero · d1 alfiere del bianco | c8 alfiere del nero · g8 cavallo del nero · a7 torre del bianco · b6 re del bianco · d5 pedone del nero · c4 re del nero · d4 cavallo del nero · f4 pedone del bianco · c3 cavallo del bianco · a2 pedone del nero · d2 alfiere del bianco · g2 pedone del bianco · h2 pedone del nero · d1 alfiere del bianco | c8 alfiere del nero · g8 cavallo del nero · a7 torre del bianco · b6 re del bianco · d5 pedone del nero · c4 re del nero · d4 cavallo del nero · f4 pedone del bianco · c3 cavallo del bianco · a2 pedone del nero · d2 alfiere del bianco · g2 pedone del bianco · h2 pedone del nero · d1 alfiere del bianco | 7 |
| 6 | c8 alfiere del nero · g8 cavallo del nero · a7 torre del bianco · b6 re del bianco · d5 pedone del nero · c4 re del nero · d4 cavallo del nero · f4 pedone del bianco · c3 cavallo del bianco · a2 pedone del nero · d2 alfiere del bianco · g2 pedone del bianco · h2 pedone del nero · d1 alfiere del bianco | c8 alfiere del nero · g8 cavallo del nero · a7 torre del bianco · b6 re del bianco · d5 pedone del nero · c4 re del nero · d4 cavallo del nero · f4 pedone del bianco · c3 cavallo del bianco · a2 pedone del nero · d2 alfiere del bianco · g2 pedone del bianco · h2 pedone del nero · d1 alfiere del bianco | c8 alfiere del nero · g8 cavallo del nero · a7 torre del bianco · b6 re del bianco · d5 pedone del nero · c4 re del nero · d4 cavallo del nero · f4 pedone del bianco · c3 cavallo del bianco · a2 pedone del nero · d2 alfiere del bianco · g2 pedone del bianco · h2 pedone del nero · d1 alfiere del bianco | c8 alfiere del nero · g8 cavallo del nero · a7 torre del bianco · b6 re del bianco · d5 pedone del nero · c4 re del nero · d4 cavallo del nero · f4 pedone del bianco · c3 cavallo del bianco · a2 pedone del nero · d2 alfiere del bianco · g2 pedone del bianco · h2 pedone del nero · d1 alfiere del bianco | c8 alfiere del nero · g8 cavallo del nero · a7 torre del bianco · b6 re del bianco · d5 pedone del nero · c4 re del nero · d4 cavallo del nero · f4 pedone del bianco · c3 cavallo del bianco · a2 pedone del nero · d2 alfiere del bianco · g2 pedone del bianco · h2 pedone del nero · d1 alfiere del bianco | c8 alfiere del nero · g8 cavallo del nero · a7 torre del bianco · b6 re del bianco · d5 pedone del nero · c4 re del nero · d4 cavallo del nero · f4 pedone del bianco · c3 cavallo del bianco · a2 pedone del nero · d2 alfiere del bianco · g2 pedone del bianco · h2 pedone del nero · d1 alfiere del bianco | c8 alfiere del nero · g8 cavallo del nero · a7 torre del bianco · b6 re del bianco · d5 pedone del nero · c4 re del nero · d4 cavallo del nero · f4 pedone del bianco · c3 cavallo del bianco · a2 pedone del nero · d2 alfiere del bianco · g2 pedone del bianco · h2 pedone del nero · d1 alfiere del bianco | c8 alfiere del nero · g8 cavallo del nero · a7 torre del bianco · b6 re del bianco · d5 pedone del nero · c4 re del nero · d4 cavallo del nero · f4 pedone del bianco · c3 cavallo del bianco · a2 pedone del nero · d2 alfiere del bianco · g2 pedone del bianco · h2 pedone del nero · d1 alfiere del bianco | 6 |
| 5 | c8 alfiere del nero · g8 cavallo del nero · a7 torre del bianco · b6 re del bianco · d5 pedone del nero · c4 re del nero · d4 cavallo del nero · f4 pedone del bianco · c3 cavallo del bianco · a2 pedone del nero · d2 alfiere del bianco · g2 pedone del bianco · h2 pedone del nero · d1 alfiere del bianco | c8 alfiere del nero · g8 cavallo del nero · a7 torre del bianco · b6 re del bianco · d5 pedone del nero · c4 re del nero · d4 cavallo del nero · f4 pedone del bianco · c3 cavallo del bianco · a2 pedone del nero · d2 alfiere del bianco · g2 pedone del bianco · h2 pedone del nero · d1 alfiere del bianco | c8 alfiere del nero · g8 cavallo del nero · a7 torre del bianco · b6 re del bianco · d5 pedone del nero · c4 re del nero · d4 cavallo del nero · f4 pedone del bianco · c3 cavallo del bianco · a2 pedone del nero · d2 alfiere del bianco · g2 pedone del bianco · h2 pedone del nero · d1 alfiere del bianco | c8 alfiere del nero · g8 cavallo del nero · a7 torre del bianco · b6 re del bianco · d5 pedone del nero · c4 re del nero · d4 cavallo del nero · f4 pedone del bianco · c3 cavallo del bianco · a2 pedone del nero · d2 alfiere del bianco · g2 pedone del bianco · h2 pedone del nero · d1 alfiere del bianco | c8 alfiere del nero · g8 cavallo del nero · a7 torre del bianco · b6 re del bianco · d5 pedone del nero · c4 re del nero · d4 cavallo del nero · f4 pedone del bianco · c3 cavallo del bianco · a2 pedone del nero · d2 alfiere del bianco · g2 pedone del bianco · h2 pedone del nero · d1 alfiere del bianco | c8 alfiere del nero · g8 cavallo del nero · a7 torre del bianco · b6 re del bianco · d5 pedone del nero · c4 re del nero · d4 cavallo del nero · f4 pedone del bianco · c3 cavallo del bianco · a2 pedone del nero · d2 alfiere del bianco · g2 pedone del bianco · h2 pedone del nero · d1 alfiere del bianco | c8 alfiere del nero · g8 cavallo del nero · a7 torre del bianco · b6 re del bianco · d5 pedone del nero · c4 re del nero · d4 cavallo del nero · f4 pedone del bianco · c3 cavallo del bianco · a2 pedone del nero · d2 alfiere del bianco · g2 pedone del bianco · h2 pedone del nero · d1 alfiere del bianco | c8 alfiere del nero · g8 cavallo del nero · a7 torre del bianco · b6 re del bianco · d5 pedone del nero · c4 re del nero · d4 cavallo del nero · f4 pedone del bianco · c3 cavallo del bianco · a2 pedone del nero · d2 alfiere del bianco · g2 pedone del bianco · h2 pedone del nero · d1 alfiere del bianco | 5 |
| 4 | c8 alfiere del nero · g8 cavallo del nero · a7 torre del bianco · b6 re del bianco · d5 pedone del nero · c4 re del nero · d4 cavallo del nero · f4 pedone del bianco · c3 cavallo del bianco · a2 pedone del nero · d2 alfiere del bianco · g2 pedone del bianco · h2 pedone del nero · d1 alfiere del bianco | c8 alfiere del nero · g8 cavallo del nero · a7 torre del bianco · b6 re del bianco · d5 pedone del nero · c4 re del nero · d4 cavallo del nero · f4 pedone del bianco · c3 cavallo del bianco · a2 pedone del nero · d2 alfiere del bianco · g2 pedone del bianco · h2 pedone del nero · d1 alfiere del bianco | c8 alfiere del nero · g8 cavallo del nero · a7 torre del bianco · b6 re del bianco · d5 pedone del nero · c4 re del nero · d4 cavallo del nero · f4 pedone del bianco · c3 cavallo del bianco · a2 pedone del nero · d2 alfiere del bianco · g2 pedone del bianco · h2 pedone del nero · d1 alfiere del bianco | c8 alfiere del nero · g8 cavallo del nero · a7 torre del bianco · b6 re del bianco · d5 pedone del nero · c4 re del nero · d4 cavallo del nero · f4 pedone del bianco · c3 cavallo del bianco · a2 pedone del nero · d2 alfiere del bianco · g2 pedone del bianco · h2 pedone del nero · d1 alfiere del bianco | c8 alfiere del nero · g8 cavallo del nero · a7 torre del bianco · b6 re del bianco · d5 pedone del nero · c4 re del nero · d4 cavallo del nero · f4 pedone del bianco · c3 cavallo del bianco · a2 pedone del nero · d2 alfiere del bianco · g2 pedone del bianco · h2 pedone del nero · d1 alfiere del bianco | c8 alfiere del nero · g8 cavallo del nero · a7 torre del bianco · b6 re del bianco · d5 pedone del nero · c4 re del nero · d4 cavallo del nero · f4 pedone del bianco · c3 cavallo del bianco · a2 pedone del nero · d2 alfiere del bianco · g2 pedone del bianco · h2 pedone del nero · d1 alfiere del bianco | c8 alfiere del nero · g8 cavallo del nero · a7 torre del bianco · b6 re del bianco · d5 pedone del nero · c4 re del nero · d4 cavallo del nero · f4 pedone del bianco · c3 cavallo del bianco · a2 pedone del nero · d2 alfiere del bianco · g2 pedone del bianco · h2 pedone del nero · d1 alfiere del bianco | c8 alfiere del nero · g8 cavallo del nero · a7 torre del bianco · b6 re del bianco · d5 pedone del nero · c4 re del nero · d4 cavallo del nero · f4 pedone del bianco · c3 cavallo del bianco · a2 pedone del nero · d2 alfiere del bianco · g2 pedone del bianco · h2 pedone del nero · d1 alfiere del bianco | 4 |
| 3 | c8 alfiere del nero · g8 cavallo del nero · a7 torre del bianco · b6 re del bianco · d5 pedone del nero · c4 re del nero · d4 cavallo del nero · f4 pedone del bianco · c3 cavallo del bianco · a2 pedone del nero · d2 alfiere del bianco · g2 pedone del bianco · h2 pedone del nero · d1 alfiere del bianco | c8 alfiere del nero · g8 cavallo del nero · a7 torre del bianco · b6 re del bianco · d5 pedone del nero · c4 re del nero · d4 cavallo del nero · f4 pedone del bianco · c3 cavallo del bianco · a2 pedone del nero · d2 alfiere del bianco · g2 pedone del bianco · h2 pedone del nero · d1 alfiere del bianco | c8 alfiere del nero · g8 cavallo del nero · a7 torre del bianco · b6 re del bianco · d5 pedone del nero · c4 re del nero · d4 cavallo del nero · f4 pedone del bianco · c3 cavallo del bianco · a2 pedone del nero · d2 alfiere del bianco · g2 pedone del bianco · h2 pedone del nero · d1 alfiere del bianco | c8 alfiere del nero · g8 cavallo del nero · a7 torre del bianco · b6 re del bianco · d5 pedone del nero · c4 re del nero · d4 cavallo del nero · f4 pedone del bianco · c3 cavallo del bianco · a2 pedone del nero · d2 alfiere del bianco · g2 pedone del bianco · h2 pedone del nero · d1 alfiere del bianco | c8 alfiere del nero · g8 cavallo del nero · a7 torre del bianco · b6 re del bianco · d5 pedone del nero · c4 re del nero · d4 cavallo del nero · f4 pedone del bianco · c3 cavallo del bianco · a2 pedone del nero · d2 alfiere del bianco · g2 pedone del bianco · h2 pedone del nero · d1 alfiere del bianco | c8 alfiere del nero · g8 cavallo del nero · a7 torre del bianco · b6 re del bianco · d5 pedone del nero · c4 re del nero · d4 cavallo del nero · f4 pedone del bianco · c3 cavallo del bianco · a2 pedone del nero · d2 alfiere del bianco · g2 pedone del bianco · h2 pedone del nero · d1 alfiere del bianco | c8 alfiere del nero · g8 cavallo del nero · a7 torre del bianco · b6 re del bianco · d5 pedone del nero · c4 re del nero · d4 cavallo del nero · f4 pedone del bianco · c3 cavallo del bianco · a2 pedone del nero · d2 alfiere del bianco · g2 pedone del bianco · h2 pedone del nero · d1 alfiere del bianco | c8 alfiere del nero · g8 cavallo del nero · a7 torre del bianco · b6 re del bianco · d5 pedone del nero · c4 re del nero · d4 cavallo del nero · f4 pedone del bianco · c3 cavallo del bianco · a2 pedone del nero · d2 alfiere del bianco · g2 pedone del bianco · h2 pedone del nero · d1 alfiere del bianco | 3 |
| 2 | c8 alfiere del nero · g8 cavallo del nero · a7 torre del bianco · b6 re del bianco · d5 pedone del nero · c4 re del nero · d4 cavallo del nero · f4 pedone del bianco · c3 cavallo del bianco · a2 pedone del nero · d2 alfiere del bianco · g2 pedone del bianco · h2 pedone del nero · d1 alfiere del bianco | c8 alfiere del nero · g8 cavallo del nero · a7 torre del bianco · b6 re del bianco · d5 pedone del nero · c4 re del nero · d4 cavallo del nero · f4 pedone del bianco · c3 cavallo del bianco · a2 pedone del nero · d2 alfiere del bianco · g2 pedone del bianco · h2 pedone del nero · d1 alfiere del bianco | c8 alfiere del nero · g8 cavallo del nero · a7 torre del bianco · b6 re del bianco · d5 pedone del nero · c4 re del nero · d4 cavallo del nero · f4 pedone del bianco · c3 cavallo del bianco · a2 pedone del nero · d2 alfiere del bianco · g2 pedone del bianco · h2 pedone del nero · d1 alfiere del bianco | c8 alfiere del nero · g8 cavallo del nero · a7 torre del bianco · b6 re del bianco · d5 pedone del nero · c4 re del nero · d4 cavallo del nero · f4 pedone del bianco · c3 cavallo del bianco · a2 pedone del nero · d2 alfiere del bianco · g2 pedone del bianco · h2 pedone del nero · d1 alfiere del bianco | c8 alfiere del nero · g8 cavallo del nero · a7 torre del bianco · b6 re del bianco · d5 pedone del nero · c4 re del nero · d4 cavallo del nero · f4 pedone del bianco · c3 cavallo del bianco · a2 pedone del nero · d2 alfiere del bianco · g2 pedone del bianco · h2 pedone del nero · d1 alfiere del bianco | c8 alfiere del nero · g8 cavallo del nero · a7 torre del bianco · b6 re del bianco · d5 pedone del nero · c4 re del nero · d4 cavallo del nero · f4 pedone del bianco · c3 cavallo del bianco · a2 pedone del nero · d2 alfiere del bianco · g2 pedone del bianco · h2 pedone del nero · d1 alfiere del bianco | c8 alfiere del nero · g8 cavallo del nero · a7 torre del bianco · b6 re del bianco · d5 pedone del nero · c4 re del nero · d4 cavallo del nero · f4 pedone del bianco · c3 cavallo del bianco · a2 pedone del nero · d2 alfiere del bianco · g2 pedone del bianco · h2 pedone del nero · d1 alfiere del bianco | c8 alfiere del nero · g8 cavallo del nero · a7 torre del bianco · b6 re del bianco · d5 pedone del nero · c4 re del nero · d4 cavallo del nero · f4 pedone del bianco · c3 cavallo del bianco · a2 pedone del nero · d2 alfiere del bianco · g2 pedone del bianco · h2 pedone del nero · d1 alfiere del bianco | 2 |
| 1 | c8 alfiere del nero · g8 cavallo del nero · a7 torre del bianco · b6 re del bianco · d5 pedone del nero · c4 re del nero · d4 cavallo del nero · f4 pedone del bianco · c3 cavallo del bianco · a2 pedone del nero · d2 alfiere del bianco · g2 pedone del bianco · h2 pedone del nero · d1 alfiere del bianco | c8 alfiere del nero · g8 cavallo del nero · a7 torre del bianco · b6 re del bianco · d5 pedone del nero · c4 re del nero · d4 cavallo del nero · f4 pedone del bianco · c3 cavallo del bianco · a2 pedone del nero · d2 alfiere del bianco · g2 pedone del bianco · h2 pedone del nero · d1 alfiere del bianco | c8 alfiere del nero · g8 cavallo del nero · a7 torre del bianco · b6 re del bianco · d5 pedone del nero · c4 re del nero · d4 cavallo del nero · f4 pedone del bianco · c3 cavallo del bianco · a2 pedone del nero · d2 alfiere del bianco · g2 pedone del bianco · h2 pedone del nero · d1 alfiere del bianco | c8 alfiere del nero · g8 cavallo del nero · a7 torre del bianco · b6 re del bianco · d5 pedone del nero · c4 re del nero · d4 cavallo del nero · f4 pedone del bianco · c3 cavallo del bianco · a2 pedone del nero · d2 alfiere del bianco · g2 pedone del bianco · h2 pedone del nero · d1 alfiere del bianco | c8 alfiere del nero · g8 cavallo del nero · a7 torre del bianco · b6 re del bianco · d5 pedone del nero · c4 re del nero · d4 cavallo del nero · f4 pedone del bianco · c3 cavallo del bianco · a2 pedone del nero · d2 alfiere del bianco · g2 pedone del bianco · h2 pedone del nero · d1 alfiere del bianco | c8 alfiere del nero · g8 cavallo del nero · a7 torre del bianco · b6 re del bianco · d5 pedone del nero · c4 re del nero · d4 cavallo del nero · f4 pedone del bianco · c3 cavallo del bianco · a2 pedone del nero · d2 alfiere del bianco · g2 pedone del bianco · h2 pedone del nero · d1 alfiere del bianco | c8 alfiere del nero · g8 cavallo del nero · a7 torre del bianco · b6 re del bianco · d5 pedone del nero · c4 re del nero · d4 cavallo del nero · f4 pedone del bianco · c3 cavallo del bianco · a2 pedone del nero · d2 alfiere del bianco · g2 pedone del bianco · h2 pedone del nero · d1 alfiere del bianco | c8 alfiere del nero · g8 cavallo del nero · a7 torre del bianco · b6 re del bianco · d5 pedone del nero · c4 re del nero · d4 cavallo del nero · f4 pedone del bianco · c3 cavallo del bianco · a2 pedone del nero · d2 alfiere del bianco · g2 pedone del bianco · h2 pedone del nero · d1 alfiere del bianco | 1 |
|   | a | b | c | d | e | f | g | h |   |